# Iowa City
Iowa City er en amerikansk by og administrativt centrum i det amerikanske county Johnson County, i staten Iowa. I 2007 havde byen et indbyggertal på 67.062.

## Ekstern henvisning
- Iowa Citys hjemmeside (engelsk)

41°39′21″N 91°31′30″V / 41.65583°N 91.52500°V